# Launceston (Australia)
Launceston (IPA: /ˈlɒnsɛstən/) è una città dell'Australia che si trova nello Stato della Tasmania, a circa 200 km a nord della capitale Hobart
È una delle due sedi dell'Università della Tasmania oltre ad Hobart.

## Monumenti e luoghi d'interesse
- Municipio di Launceston